# Гонда (округ)
Гонда (англ. Gonda) — округ в индийском штате Уттар-Прадеш. Административный центр — город Гонда.

## География
Площадь округа — 4425 км².

## Демография
По данным всеиндийской переписи 2001 года население округа составляло 2 765 586 человек. Уровень грамотности взрослого населения составлял 42,59 %, что значительно ниже среднеиндийского уровня (59,5 %).

## Экономика
Во времена британского владычества, основным занятием жителей являлось сельское хозяйство, в частности, выращивание риса, ячменя и пшеницы.